# V podvečer
V podvečer, selanka pro orchestr, op. 39, (Hudec 306) je orchestrální skladba českého skladatele Zdeňka Fibicha. Byla napsána v roce 1893. Její centrální část, nazývaná Poem, existuje v různých úpravách a je to skladatelova nejznámější melodie.

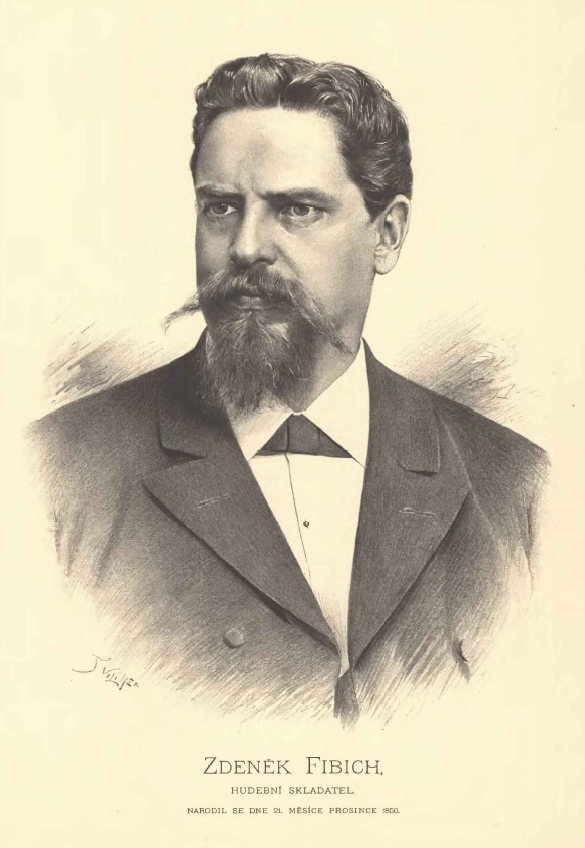
Zdeněk Fibich (rytina Jana Vilímka)

## Vznik a charakteristika skladby
Fibichovu orchestrální skladbu V podvečer lze z hlediska žánrového zařazení považovat za skladatelovu šestou symfonickou báseň, i když Fibich své pozdní symfonické básně označoval jako „symfonické obrazy“, protože neměly literární předlohu. Přímo této skladbě dal podle její převládající nálady označení „selanka“ (tj. idyla).
Selanka V podvečer byla napsána v roce 1893 a většina motivů pochází původně z první řady cyklu klavírních skladeb Nálady, dojmy a upomínky vznikající v průběhu téhož roku. Centrální téma vychází z Upomínky č. 139 (vydáno jako Op. 41 č. 6) nazvané „Večery na Žofíně“ a celá skladba evokuje náladu při večerních procházkách po pražském Žofíně, které Fibich absolvoval se svou žačkou Anežkou Schulzovou a její rodinou. Prakticky všechny jeho skladby z této doby (vedle Nálad též zejména opera Bouře nebo Symfonie č. 3 Es dur) mají za ústřední téma začátek intenzivního milostného vztahu skladatele k Anežce Schulzové, v případě selanky v jeho klidné, idylické podobě.
Formálně má skladba povahu ronda se dvěma hlavními a řadou epizodických témat. Podle podrobnějšího programního výkladu, který poskytl až v roce 1951 (tedy dlouho po smrti všech přímých aktérů) Anežčin bratr Bohuslav Schulz, je navracející se rámcové rondové téma, „vroucně rozezpívaná myšlenka nad basovou prodlevou“, spojeno s osobou paní Schulzové, vedlejší témata tvoří rozšafný motiv profesora Schulze (vyskytuje se i ve II. řadě Nálad, dojmů a upomínek op. 44 nazývané Novela), hravě štěbetavý motiv Anežčiny mladší sestry Dagmar a nakonec připomínka samotného Fibicha krátkou citací symfonie Es dur. Druhým hlavním tématem je motiv Anežky, slovy Jindřicha Jiránka „tak obsáhavý, jak široké a přístupné je srdce člověka, otevřeného blaživou mocí lásky přírodě i lidem“.
Skladbu V podvečer poprvé veřejně provedl dne 8. dubna 1894 orchestr Národního divadla pod vedením Adolfa Čecha, tiskem ji vydal poprvé F. A. Urbánek roku 1896.
Úryvek tohoto díla, totiž centrální „Anežčin“ motiv v Des dur, se stal světově vůbec nejznámějším kusem Fibichova díla v úpravě českého houslisty Jana Kubelíka pro klavír a housle pod názvem Poem. Tato melodie je dodnes účinným „přídavkovým“ kusem sólového houslového repertoáru, i když mezi muzikology vyvolává rozpaky (Jiří Kopecký Poem označuje za „víceméně anonymní a poněkud sladkobolný salonní hit“ a i Jindřich Jiránek poznamenává, že „podobnému upravování Fibichova díla nebudeme zrovna tleskat“).

## Nahrávky
- 1950 Karel Šejna, Česká filharmonie. Nahrávka Supraphonu několikrát vydaná na LP a CD, naposledy v kompletu Fibichových symfonií jako SU 3618-2 902.
- 1968 Josef Hrnčíř, Symfonický orchestr hlavního města Prahy FOK[7](nevydáno)
- 1976 Rudolf Vašata, Symfonický orchestr Čs. orchestru v Praze[8] (nevydáno)
- 1983 František Vajnar, Symfonický orchestr Pražského rozhlasu, Supraphon (SE 3197-2-931)
- 1980 Jan Valach, Philharmonia Hungarica, Talent (DOM 2929 17)
- 1993 Stanislav Bogunia, Symfonický orchestr Českého orchestru v Praze[9] (nevydáno)
- 1996 Douglas Bostock, Karlovarský symfonický orchestr, Scandinavian Classics

Samotný Poem v různých úpravách nahrála řada umělců počínaje jeho prvním interpretem Janem Kubelíkem; roku 1933 s ním pořídila záznam této skladby firma Ultraphon. Z novějších nahrávek se nachází např. na CD Violin Magic české houslistky Gabriely Demeterové (Supraphon 1999).